# Карановић
Карановић је српско презиме, настало од мушког имена Каран, било изведеног од турског кара (црно) или хипокористика од каранфил. Име Каран присутно је у српском друштву од позног средњег века. Има га у Србији, Босни и Херцеговини, и Далмацији (коју су Срби у Чучеву и Кистању). Топоним Карановићи се налази као заселак у Овчињи. Може се односити на:
- Мирјана Карановић, српска глумица
- Невена Карановић, српска политичарка
- Срђан Карановић, српски филмски режисер